# Miss Earth

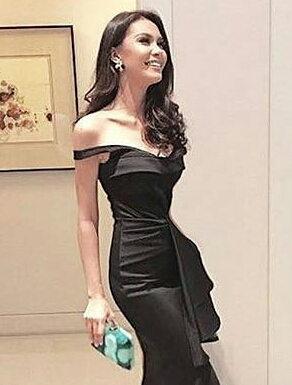
Angelia Ong aus den Philippinen, Miss Earth 2015

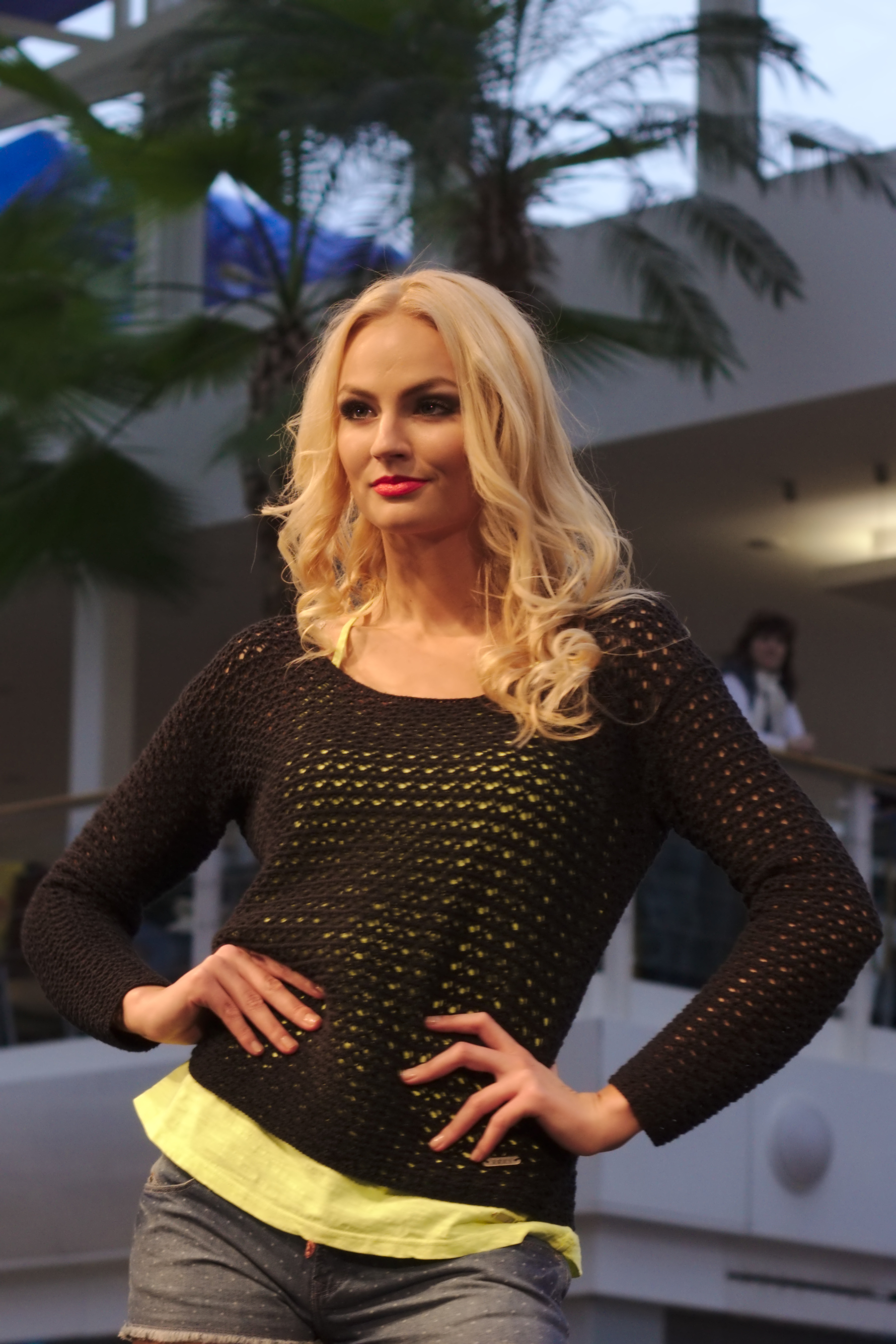
Tereza Fajksová aus Tschechien, Miss Earth 2012

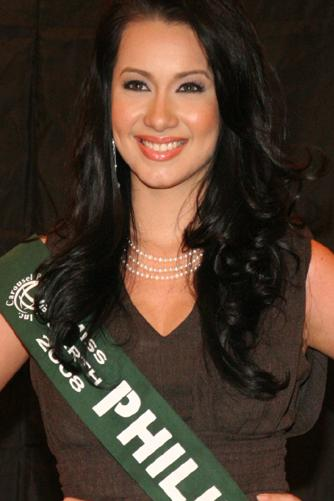
Karla Henry aus den Philippinen, Miss Earth 2008

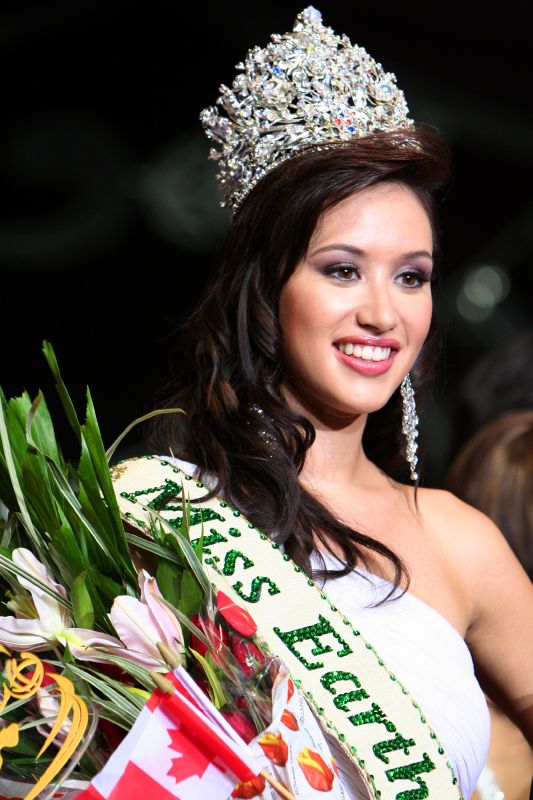
Jessica Trisko aus Kanada, Miss Earth 2007

Miss Earth gilt bislang als der drittgrößte Schönheitswettbewerb der Welt nach Miss World und Miss Universe. Die Teilnehmerinnen werden in nationalen Ausscheidungen wie Miss Earth Germany und Miss Earth Schweiz bestimmt. Die Siegerin soll Botschafterin für den Klimaschutz sein und muss daher ihr Wissen durch einen englischsprachigen Vortrag unter Beweis stellen. 2007 nahmen sogar mehr Kandidatinnen teil als an der Miss Universe. Er wurde in den Jahren 2001 bis 2009 auf den Philippinen veranstaltet. 2010 fand der Wettbewerb erstmals in Vietnam statt, wurde jedoch 2011 wieder in Manila ausgetragen. In den Jahren 2012 und 2013 fand der Wettbewerb in Alabang, Muntinlupa City, Philippinen, statt.
Die Siegerin des Wettbewerbs erhält den Titel Miss Earth. Die Nächstplatzierten erhalten ihre Titel nach den drei anderen Elementen der Vier-Elemente-Lehre: Miss Earth Air, Miss Earth Water, Miss Earth Fire.

## Siegerinnen
| Jahr | Miss Earth                     | Land                    | Austragungsort            |
| ---- | ------------------------------ | ----------------------- | ------------------------- |
| 2001 | Catharina Svensson             | Dänemark                | Quezon-Stadt, Philippinen |
| 2002 | Džejla Glavović                | Bosnien und Herzegowina | Pasay City, Philippinen   |
| 2002 | Winfred Adah Omwakwe           | Kenia                   | Pasay City, Philippinen   |
| 2003 | Dania Prince Méndez            | Honduras                | Quezon-Stadt, Philippinen |
| 2004 | Priscilla Meirelles de Almeida | Brasilien               | Quezon-Stadt, Philippinen |
| 2005 | Alexandra Braun Waldeck        | Venezuela               | Quezon-Stadt, Philippinen |
| 2006 | Hil Hernández                  | Chile                   | Manila, Philippinen       |
| 2007 | Jessica Trisko                 | Kanada                  | Quezon-Stadt, Philippinen |
| 2008 | Karla Henry                    | Philippinen             | Pampanga, Philippinen     |
| 2009 | Larissa Ramos                  | Brasilien               | Boracay, Philippinen      |
| 2010 | Nicole Faria                   | Indien                  | Nha Trang, Vietnam        |
| 2011 | Olga Álava                     | Ecuador                 | Manila, Philippinen       |
| 2012 | Tereza Fajksová                | Tschechien              | Muntinlupa, Philippinen   |
| 2013 | Alyz Henrich                   | Venezuela               | Muntinlupa, Philippinen   |
| 2014 | Jamie Herrell                  | Philippinen             | Quezon-Stadt, Philippinen |
| 2015 | Angelia Ong                    | Philippinen             | Wien, Österreich          |
| 2016 | Katherine Espin                | Ecuador                 | Pasay, Philippinen        |
| 2017 | Karen Ibasco                   | Philippinen             | Pasay, Philippinen        |
| 2018 | Nguyễn Phương Khánh            | Vietnam                 | Pasay, Philippinen        |

## Kritik
Raphael Krauth von der Freitag kritisiert, dass beim Wettbewerb Schönheit vor Authentizität kommt und daher „lächerlich“ erscheine.